# León Lasa
León Lasa Múgica (Beasáin, 17 febbraio 1933 – Siviglia, 18 giugno 2003) è stato un calciatore e allenatore di calcio spagnolo.

## Carriera

### Giocatore
Con il Malaga nell'arco di quattro anni ottenne due promozioni in Primera División, seguite da altrettante retrocessioni in Segunda.
Nel 1956 si trasferì al Real Betis, dove giocò per dieci stagioni.
Al Betis Siviglia arretrò progressivamente il suo raggio d'azione, tanto che l'allenatore Fernando Daucick lo schierava anche come difensore.
Nella stagione 1955-1956 faceva parte della rosa del Betis ma non disputò nessuna partita ufficiale. Tuttavia agì come allenatore in seconda del tecnico brasiliano Martim Francisco.  Si ritirò definitivamente dal calcio giocato alla fine di quella stagione.

### Allenatore
Intraprese la carriera da allenatore alla guida del Rio Tinto. Nel 1967 firmò con l'Alcoyano, nella Segunda División spagnola. La sua prima stagione (1967-1968) si concluse al terzo posto. La stagione successiva non fu altrettanto soddisfacente, Lasa venne esonerato dopo undici giornate e sostituito da José Antonio Bermúdez. A fine anno l'Alcoyano retrocesse.
Lasa ripartì nella stagione seguente dalla panchina del Cadice. Ottenne la promozione in Segunda División.
Tra il 1971 e il 1973 fu allenatore del CD Logroñés.
Nel 1973 iniziò il campionato di Segunda con l'Orense ma fu esonerato e sostituito da José Antonio Naya, dopo 15 giornate.
Successivamente allenò in Tercera División, sulle panchine CD San Fernando (1974-1975), Racing Club Portuense (1975-1977).
e Gimnástico Melilla (1977-1978).
Il 17 aprile 1979 subentrò a José Luis García Traid sulla panchina del Betis Siviglia, tornando così al club in cui aveva giocato per dieci anni. Il club andaluso si trovava al quarto posto in classifica della José Luis García Traid, e veniva da una crisi di risultati tra marzo e aprile. León Lasa iniziò la sua esperienza da allenatore del Betis con due sconfitte contro Osasuna e Tarrasa, dopodiché iniziò a ottenere una serie di risultati positivi che valsero la rimonta fino al terzo posto in classifica e quindi alla conseguente promozione in Primera División.
Al debutto nella Liga spagnola, perse le prime due partite di campionato e venne esonerato. Fu sostituito da Luis Cid Pérez.
Tra il 1981 e il 1983 allenò il CP Cacereño.
Tornò in panchina nel 1984 alla guida dell'Atlético Sanluqueño in Tercera División. Nel 1985, allenò l'AD Ceuta in Segunda B, venendo  esonerato all'undicesima giornata e sostituito da Francisco Conejo.

## Palmarès

### Giocatore

#### Competizioni nazionali
- Segunda División spagnola: 2

Malaga: 1951-1952
Real Betis: 1957-1958